# Humlesneglebælg
Humlesneglebælg (Medicago lupulina), også skrevet humle-sneglebælg, er en nedliggende, 10-30 cm lang urt, der vokser vildt på f.eks. overdrev og i vejkanter. Den anvendes i landbruget som grøngødning og til ukrudtsbekæmpelse.

## Beskrivelse
Humlesneglebælg er en én- eller toårig, urteagtig plante med en nedliggende vækst. Stænglerne er forgrenede, svagt kantede og næsten hårløse. Bladene er spredtstillede og trekoblede med omvendt ægformede småblade. Bladranden er fint tandet og oversiden er græsgrøn, mens undersiden er lysegrøn. Blomstringen foregår i juni-september, og man finder blomsterne 20-30 sammen i tætte hoveder fra bladhjørnerne. De enkelte blomster er små, uregelmæssige og 5-tallige med gule kronblade. Frugten er en bælg, som er snoet tæt sammen, næsten en hel omgang.
Rodsystemet består af en snoet og dybtgående pælerod med mange siderødder. Planten er afhængig af samliv med kvælstofsamlende knoldbakterier af slægten Rhizobium.
Højde x bredde og årlig tilvækst: 0,25 x 0,75 m (25 x 75 cm/år).

## Voksested
Humlesneglebælg er udbredt i Nordafrika, Mellemøsten, Kaukasus, Centralasien, på det indiske subkontinent, i Østasien og i det mest af Europa. Arten er knyttet til let skyggede voksesteder med veldrænet, varm jord. I Danmark findes arten overalt på overdrev og skrænter, i grusgrave og langsvejene.
På Møns Klint findes græsningsarealer over kalkbund. Her vokser arten sammen med bl.a. hjertegræs, hundegræs, alm. knopurt, alm. pimpinelle, dueskabiose, dunet vejbred, enghavre, gul rundbælg, gul snerre, hulkravet kodriver, håret høgeurt, knoldet mjødurt, liden klokke, nikkende limurt, rød svingel og smalbladet klokke, 

## Anvendelse
Humlesneglebælg er en plante der bruges som dækafgrøde, dvs. som grøngødning og til ukrudtsbekæmpelse.

## Henvisning
1. ↑  Stevns Kommune: Handlingsplan for markfirben i Stevns Kommune (Webside ikke længere tilgængelig)
2. ↑  www.staff.kvl.dk: Lena Tinghuus: Omsætning af kløvergræs, græs og bælgplanter, specialeafhandling 1999